# Freek van der Wart
Freek van der Wart (ur. 1 lutego 1988 w Voorburg) – holenderski łyżwiarz szybki, specjalizujący się w short tracku, medalista mistrzostw świata i mistrzostw Europy.